# Judaísmo no Canadá
Os judeus canadianos ou, em alternativa, os canadianos judeus, são cidadãos canadianos da fé judaica ou etnia judaica. Os canadianos judaicos são uma parte do maior diáspora judaica e formam a quarta maior comunidade judaica do mundo, superado apenas por aqueles em Israel, Estados Unidos e França. A partir de 2011, Statistics Canada registrou 329.500 adeptos para a religião judaica no Canadá e 309.650 que alegou ser de etnia judaica.